# Philippe Barbarin
Philippe Xavier Christian Ignace Marie Barbarin (Rabat, Marruecos, 17 de octubre de 1950) es un cardenal francés, arzobispo emérito de Lyon y primado emérito de las Galias.

## Biografía
Nació en Rabat, Marruecos —por aquel entonces un protectorado francés—, en 1950. Fue ordenado sacerdote en 1977, y en 1998 fue nombrado obispo de Moulins. En 2002 ascendió al cargo de arzobispo metropolitano de Lyon, que lleva anexo el título honorífico de primado de las Galias. El 21 de octubre de 2003 fue nombrado cardenal-presbítero de Santissima Trinità al Monte Pincio por el papa Juan Pablo II.
El 26 de noviembre de 2012 realizó una visita ad limina a Roma con otros obispos de Francia.
Barbarin se licenció en Filosofía en la Universidad de París-Sorbona (París IV). Antes de ingresar en el seminario de los Carmelitas en 1973 estuvo viviendo dos años en Madrid, con la intención de ser monje. Tiene un doctorado en teología por el Instituto Católico de París. 
El cardenal Barbarin es miembro de la Comisión Doctrinal de la Conferencia Episcopal de Francia. También es rector de la Universidad Católica de Lyon.
Es Caballero de la Legión de Honor desde el 31 de diciembre de 2002, Oficial de la Orden Nacional del Mérito desde el 8 de mayo de 2007 y Oficial de la Legión de Honor desde el 15 de abril de 2012.

## Encubridor de abusos sexuales del clero
En febrero de 2019, fue condenado en primera instancia a seis meses de prisión en libertad condicional por haber encubierto los abusos sexuales del padre Bernard Preynat a un grupo de scouts. Las investigaciones se cerraron sin cargos para el cardenal, pero las víctimas también acusaron a Barbarin, con algunos de sus colaboradores, de no haber intervenido a pesar de estar al tanto de los hechos, utilizando un procedimiento directo de la legislación francesa que permite omitir las investigaciones preliminares. El 18 de marzo de 2019 se apartó temporal y voluntariamente del cargo de arzobispo de Lyon.
El Tribunal de Apelación de la Corte Penal de Lyon dictó sentencia el 30 de enero de 2020. El cardenal Barbarin, que había sido condenado en primera instancia a seis meses de prisión con una sentencia en suspenso, fue finalmente absuelto como resultado de su apelación, de acuerdo con los requerimientos del fiscal general formulados al final de las audiencias celebradas en noviembre de 2019.

## Cónclaves
Ha participado en varios cónclaves: en el cónclave de 2005 salió elegido papa Benedicto XVI. Barbarin fue considerado papable en el cónclave de 2013, en el que finalmente salió elegido el cardenal Jorge Mario Bergoglio, que pasó a ser el papa Francisco. Actualmente es papable en el cónclave de 2025 tras del fallecimiento del papa Francisco.

## Sucesión
| Predecesor: Louis-Marie Billé           | Cardenal presbítero de Santissima Trinità al Monte Pincio 21 de octubre de 2003-al presente | Sucesor: En el Cargo         |
| Predecesor: Louis-Marie Billé           | Arzobispo de Lyon 16 de julio de 2002 - 6 de marzo de 2020                                  | Sucesor: Sede Vacante        |
| Predecesor: André Bernard Michel Quélen | Obispo de Moulins 1 de octubre de 1998-16 de julio de 2002                                  | Sucesor: Pascal Marie Roland |

- Datos: Q711554
- Multimedia: Philippe Barbarin / Q711554